# Maria Pareńska
Maria Pareńska (ur. 1884, zm. z 3/4 lipca 1941 we Lwowie) – jedna z najbardziej znanych muz okresu Młodej Polski.

## Życiorys
Maria Pareńska była córką lekarza Stanisława Pareńskiego oraz  Elizy z domu Mühleisen. Miała dwie siostry (Elizę i Zofię) oraz brata Jana. Maria początkowo pobierała nauki w domu, a następnie w I Prywatnym Gimnazjum Żeńskim, gdzie jej nauczycielem od historii sztuki był Lucjan Rydel. 
W 1900 roku Maria uczestniczyła w weselu Lucjana Rydla z Jadwigą Mikołajczykówną, co pozwoliło uczynić z niej jedną z postaci Wesela Stanisława Wyspiańskiego (w dramacie występuje jako Maryna). Dorastała w kręgach artystycznych Krakowa. Zofia Nowakówna tak opisywała siostry Pareńskie: „wykształcone i oczytane, au courant najnowszych prądów artystycznych, upozowane nieco na dekadentki. „Znużone naturą” zasłaniały w dzień okna […] i siedziały przy świecach. Właściwy tym czasom perwersyjny pociąg do wszystkiego, co miało związek ze śmiercią i z makabrą, manifestowały, namawiając kolejno wszystkich przyjaciół do popełnienia samobójstwa”. Aktor Jerzy Leszczyński zapamiętał Marię jako panienkę "o smukłej, zgrabnej figurce, bardzo ładnych rysach i pysznych, kasztanowatych włosach, zawsze pełna humoru, temperamentu, cięta w mowie, dowcipna - była duszą towarzystwa".
Maria poślubiła lekarza Jana Raczyńskiego, z którym miała córkę i syna. Mieszkali we Lwowie, który Maria opuściła z dziećmi w 1914 roku z powodu zagrożenia wojennego. 
W 1918 roku zmarł Jan Raczyński. Maria postanowiła poślubić rosyjskiego porucznika Romana Jasieńskiego, jednak ich małżeństwo szybko się skończyło. 
Maria po raz trzeci wyszła za mąż za znanego lekarza i kolekcjonera dzieł sztuki Jana Greka. Po wybuchu II wojny światowej małżeństwo nadal mieszkało we Lwowie. Jan Grek został aresztowany przez Niemców 3 lipca 1941 roku wraz z Tadeuszem Boyem-Żeleńskim, który został zatrzymany przypadkowo. Maria również została aresztowana. Wszyscy troje zginęli w grupie profesorów lwowskich, zamordowani przez Einsatzkommando zur besonderen Verwendung pod dowództwem Brigadeführera dr Karla Eberharda Schöngartha w nocy z 3 na 4 lipca 1941. Prawdopodobnie Niemcy aresztowali wszystkich domowników, ponieważ chcieli obrabować dom prof. Greka, w którym znajdowały się cenne dzieła sztuki (m.in. Wyspiańskiego) oraz liczne kosztowności. Do aresztowania mógł przyczynić się Holender Pieter Menten, który prawdopodobnie wiedział o majątku znajdującym się w mieszkaniu profesora Greka. Wizerunek Marii Pareńskiej jest znany z licznych obrazów m.in. Stanisława Wyspiańskiego oraz Witolda Wojtkiewicza.